# Dragon Ball Z: Battle of Z
Dragon Ball Z: Battle of Z (ドラゴンボールZ：Zの戦い?, Doragon Bōru Zetto Batoru no Zetto) è un videogioco di tipo picchiaduro basato sulla serie di Dragon Ball, ed è il primo gioco ad essere stato distribuito dopo Dragon Ball Z Kinect del 2012. Il gioco è stato pubblicato dalla Namco Bandai per PlayStation 3, PlayStation Vita e Xbox 360. Il videogioco è caratterizzato dalla presenza inedita del personaggio di Son Goku trasformato in Super Saiyan God apparso per la prima volta nel film cinematografico Dragon Ball Z: La battaglia degli dei.

## Sviluppo
Lo sviluppo di Battle of Z è stato confermato il 19 giugno 2013. Dragon Ball Z: Battle of Z è un gradito regalo per tutti gli appassionati di picchiaduro a squadre e combattimenti in cooperativa su larga scala, grazie alle sue rivoluzionarie battaglie di squadra per un massimo di 4 giocatori in modalità cooperativa o alla sua incredibile modalità battle royale per 8 giocatori. Inoltre sono state confermate la modalità Online Multiplayer e la presenza dei personaggi della Squadra Ginew. Il gioco presenterà alcuni scenari provenienti direttamente dalla storia di Dragon Ball Z, ad esempio il primo incontro tra Goku e Vegeta sulla Terra, e altri provenienti da una storia alternativa come uno scontro con l'intera famiglia di Goku ovvero Bardak, Radish, ecc. La Namco Bandai il 4 novembre 2013 annuncia che Dragon Ball Z: Battle of Z è disponibile in Italia il 24 gennaio 2014. La demo del gioco è disponibile dal 17 dicembre 2013 in Giappone e dal 18 dicembre 2013 in Europa.

## Novità
I personaggi di Dragon Ball Z: Battle of Z sono suddivisi in quattro differenti categorie: la prima si chiama "Tipo Mischia" e ne fanno parte personaggi come Goku e Nappa, questi sono migliori nell'attacco e nel corpo a corpo; la seconda categoria è "Tipo Colpo dell'Aura", abili negli attacchi da lontano e più veloci (come Vegeta e Piccolo); la terza tipologia si chiama "Tipo Supporto" e questi personaggi, come Gohan bambino e Trunks bambino, potranno condividere nelle battaglie online l'energia con gli altri giocatori; l'ultima categoria è quella denominata "Tipo Interferenza" e consentirà ai personaggi che ne sono dotati, come Crilin, di impedire agli avversari di attaccare i propri alleati. Ovviamente più la composizione della squadra è ottimale, più le mosse combo sono devastanti. Oltre ai quattro diversi stili di combattimento, i giocatori potranno trovare una vasta gamma di novità, come l'"Attacco Supremo", la "Genki Mondiale", due storie diverse e molte altre sorprese. Inoltre il team ha confermato che cercheranno di non rendere troppo forte Super Saiyan Dio Goku e che nel titolo è presente, in qualche modo, anche il Dio della distruzione Beerus.

## Modalità di gioco
Namco Bandai ha rivelato alcuni nuovi dettagli per l'attesa Modalità battaglia di Dragon Ball Z: Battle of Z. Mentre si gioca in questa modalità i lottatori formeranno un team di 4 giocatori e combatteranno contro altri giocatori sparsi in tutto il mondo. All'interno della stessa sono presenti quattro tipi di gioco: "Normal Battle", "Battaglia punteggio", "Battle reale" e "Raccolta Sfere del Drago".
- Battaglia normale: ogni team inizia con una certa "Quantità Riprova". Il primo team che arriva a zero perde la partita.
- Battaglia punteggio: per raggiungere il punteggio più alto possibile, ogni team deve battere quanti più avversari possibile.
- Battle reale: ogni giocatore dovrà battere gli altri e ottenere il punteggio più alto. Il re sarà soltanto uno.
- Raccolta Sfere del Drago: 2 team di 4 giocatori combatteranno per le 7 Sfere del Drago, disperse sul campo! Il primo team che le raccoglie tutte ha vinto la partita! Se nessuno ci riesce, vince chi ne ha raccolte di più.

## Personaggi giocabili
Ecco sotto elencati i personaggi giocabili con le loro caratteristiche.
| Personaggio                          | PF    | Livello di Potenza | Tipo                           | Unica A                    | Unica B                   | Attacco Speciale         | Attacco Supremo          | Quantità Riprova |
| ------------------------------------ | ----- | ------------------ | ------------------------------ | -------------------------- | ------------------------- | ------------------------ | ------------------------ | ---------------- |
| Goku                                 | 13000 | 215                | Mischia                        | Kaiohken                   | Cannone dell'Aura         | Super Kamehameha         | Sfera Genkidama          | 1                |
| Gohan bambino                        | 10500 | 205                | Supporto                       | Basta provocazioni!        | Rilascio dell'aura        | Masenko a piena potenza  | -                        | 1                |
| Crilin                               | 13000 | 180                | Supporto e Interferenza        | Colpo recupero energetico  | Esplosione Solare         | Kienzan                  | -                        | 1                |
| Tenshinhan                           | 13000 | 180                | Interferenza                   | Triraggio                  | Esplosione Solare         | Triplo Raggio dell'Anima | -                        | 2                |
| Yamcha                               | 13000 | 180                | Supporto e Interferenza        | Sfera dell'Anima recupero  | Fatti sotto!              | Super Kamehameha         | -                        | 2                |
| Piccolo                              | 13000 | 210                | Colpo dell'Aura e Interferenza | Granata Infernale          | Mano demoniaca            | Cannone anima speciale   | -                        | 1                |
| Saibaiman                            | 13000 | 135                | Interferenza                   | Acido                      | Alzata Saibaiman          | Autodistruzione          | -                        | 2                |
| Radish                               | 15000 | 205                | Colpo dell'Aura                | Morte a voi stolti!        | Un regalo per te!         | Muori!                   | -                        | 2                |
| Nappa                                | 22500 | 210                | Mischia                        | Braccio Frantumante        | Iperguardia               | Esplosione Vulcanica     | -                        | 2                |
| Vegeta                               | 13000 | 215                | Colpo dell'Aura                | Scoppio Galick             | Sterminatore genere umano | Cannone Galick           | -                        | 1                |
| Super Saiyan Goku                    | 16000 | 435                | Mischia                        | Ora sono furioso!          | Attacco di Meteoriti      | Super Kamehameha         | -                        | 1                |
| Soldato di Freezer                   | 13000 | 135                | Colpo dell'Aura                | Colpo energetico           | Colpo di energia esplos.  | Onda Ener. MAX Potenza   | -                        | 2                |
| Guldo                                | 10500 | 205                | Interferenza                   | Paralisi                   | Posa combattimento Guldo  | Giavellotto psichico     | -                        | 2                |
| Rekoom                               | 21500 | 210                | Mischia                        | Calcio Rekoom/Att. Mach    | Posa combattimento Rekoom | Eliminatore di Rekoom    | -                        | 2                |
| Jeeth                                | 13000 | 210                | Supporto                       | Sfera di Recupero          | Posa combattimento Jeeth  | Sfera Frantumante        | -                        | 2                |
| Burter                               | 10500 | 210                | Mischia e Interferenza         | Calcio Mach                | Posa combattimento Burter | Impulso blu              | -                        | 2                |
| Ginew                                | 13000 | 215                | Colpo dell'Aura e Supporto     | Bomba lattea/Caramello     | Posa combattimento Ginew  | Cannone latteo           | -                        | 2                |
| Freezer 1° trasformazione            | 13000 | 220                | Colpo dell'Aura e Interferenza | Sfera mortale              | Psicocinesi               | Sfera letale             | -                        | 2                |
| Freezer 2° trasformazione            | 15000 | 400                | Mischia                        | Biforcatore mortale        | Come lo desideri?         | Tempesta Letale          | -                        | 1                |
| Freezer 3° trasformazione            | 15000 | 400                | Colpo dell'Aura                | Proiettile Letale          | Colpo di contrasto        | Proiett. let. piena pot. | -                        | 1                |
| Freezer Corpo perfetto               | 15000 | 430                | Colpo dell'Aura e interf.      | Raggio letale              | Psicocinesi               | Sfera letale             | -                        | 1                |
| Massima potenza Freezer              | 22000 | 610                | Mischia                        | Incursione letale          | Colpo Nova                | Disco Volante Letale     | Ti ucciderò!             | 0                |
| Trunks (spada)                       | 14000 | 205                | Mischia e Supporto             | Croce fulminante           | Aura indomabile           | Attacco Bruciante        | -                        | 1                |
| Super Saiyan Trunks (spada)          | 16000 | 400                | Mischia                        | Croce fulminante           | Spada splendente          | Attacco Bruciante        | -                        | 1                |
| Super Saiyan Trunks                  | 16000 | 400                | Colpo dell'Aura                | Frantumatore Bruciante     | Colpo aereo               | Attacco Cupola Infuocato | -                        | 1                |
| Super Trunks                         | 25000 | 610                | Mischia                        | Colpo massimo              | Carica potente            | Onda Super Esplosiva     | -                        | 1                |
| Super Saiyan Vegeta                  | 16000 | 435                | Colpo dell'Aura                | Tiro Galick                | Attacco Big Bang          | Lampo finale             | -                        | 1                |
| Gohan ragazzo                        | 13000 | 230                | Supporto                       | Un disturbo nell'aura!     | Aura indomabile           | Super Masenko            | -                        | 1                |
| Super Saiyan Gohan ragazzo           | 13000 | 435                | Mischia e Supporto             | Calcio celeste demoniaco   | Aura indomabile           | Onda Super Esplosiva     | -                        | 1                |
| Super Saiyan 2 Gohan ragazzo         | 20000 | 800                | Mischia                        | Calcio cel. dem. selvaggio | Esplosione                | Super Kamehameha         | Kamehameha padre-figlio  | 0                |
| Androide N° 19                       | 18000 | 405                | Interferenza                   | Yahooo! Assorbimento!      | Oh! Pallottola recupero!  | Cannone en. piena pot.   | -                        | 2                |
| Dr. Gelo                             | 15000 | 410                | Interferenza                   | Braccio prosciugante       | Ci sono!                  | Cannone en. piena pot.   | -                        | 1                |
| Androide N° 17                       | 13000 | 420                | Mischia e Supporto             | Ciclone rotante            | Barriera infinita         | Sfera Ener. MAX Potenza  | -                        | 1                |
| Androide N° 18                       | 13000 | 420                | Supporto                       | Sfera energia infinita     | Pioggia del cuore         | Kienzan                  | -                        | 1                |
| Androide N° 16                       | 30000 | 430                | Mischia                        | Pugno del megatone         | Impatti infernali         | Lampo infernale          | -                        | 1                |
| Cell Jr.                             | 13000 | 390                | Mischia e Interferenza         | Calcio innocente           | Preparatevi al terrore    | Super Kamehameha         | -                        | 1                |
| Cell 1° trasformazione               | 18000 | 430                | Interferenza                   | Coda prosciugante          | Esplosione Solare         | Super Kamehameha         | -                        | 1                |
| Cell 2° trasformazione               | 20000 | 450                | Mischia e Interferenza         | Colpo prosciugante         | Esplosione Solare         | Schianto del Big Bang    | -                        | 1                |
| Cell Forma perfetta                  | 20000 | 640                | Mischia                        | Tempesta punitiva          | Barriera ad alta potenza  | Barriera Perfetta        | -                        | 1                |
| Perfetto Cell                        | 25000 | 800                | Colpo dell'Aura                | Raggio letale perfetto     | Trasmissione Istantanea   | Super Kamehameha         | Kamehameha Solare        | 0                |
| Super Saiyan 2 Goku                  | 20000 | 630                | Mischia                        | Scatto del Drago           | Trasmissione Istantanea   | Super Kamehameha         | -                        | 1                |
| Super Saiyan 3 Goku                  | 25000 | 880                | Mischia                        | Spezzadrago                | Attacco con teletrasporto | Vera Kamehameha          | -                        | 0                |
| Super Saiyan Gohan (adolescente)     | 20000 | 620                | Supporto                       | Tsk...! Tutto bene?        | Difesa Tenma              | Super Kamehameha         | -                        | 0                |
| Gohan Supremo                        | 22000 | 880                | Mischia                        | Pugno supremo              | Super forza               | Kamehameha suprema       | -                        | 0                |
| Super Saiyan 2 Vegeta                | 20000 | 630                | Colpo dell'Aura                | Bagliore Galick            | Raggio Baryon             | Lampo finale             | -                        | 0                |
| Majin Vegeta                         | 16000 | 640                | Mischia                        | Impeto di Majin            | Scontro rischioso         | Lampo finale             | Esplosione finale        | 1                |
| Trunks bambino                       | 10500 | 205                | Supporto e Interferenza        | Mostrami che sai fare!     | Via, via!                 | Super colpo energetico   | -                        | 1                |
| Super Saiyan Trunks bambino          | 13000 | 415                | Colpo dell'Aura e Supporto     | Distruttore ingannevole    | Via, via!                 | Cannone della vittoria   | -                        | 1                |
| Goten                                | 10500 | 205                | Supporto e Interferenza        | Fionda                     | Via, via!                 | Super Kamehameha         | -                        | 1                |
| Super Saiyan Goten                   | 13000 | 415                | Mischia e Supporto             | Caaaaarica!                | Via, via!                 | Super Kamehameha         | -                        | 1                |
| Gotenks                              | 13000 | 270                | Mischia e Interferenza         | Combo ultra dinamite       | Ta-Da!                    | Dito magnum              | -                        | 1                |
| Super Saiyan Gotenks                 | 16000 | 640                | Colpo dell'Aura e Interf.      | S. At. Kamikaze Fantasma   | Ciambelle Galattiche      | Dito missile ultra       | -                        | 1                |
| Super Saiyan 3 Gotenks               | 20000 | 880                | Colpo dell'Aura e Interf.      | Barriera Missile Mortale   | Super raffica ciambelle   | Cannone della Vendetta   | Ultra palla volante car. | 0                |
| Super Vegeth (DLC)                   | 25000 | 910                | Colpo dell'Aura                | Spada dello spirito        | Raggio Diffuso            | Lampo Big Bang           | -                        | 0                |
| Darbula Signore degli Inferi         | 20000 | 630                | Colpo dell'Aura e Interf.      | Fiamma Malvagia            | Sputo pietrificante       | Impulso Malvagio         | -                        | 1                |
| Majin Bu                             | 28000 | 630                | Supporto e Interferenza        | Braccio a sorpresa         | Raggio ciocc./Riparatore  | Ti odio!                 | -                        | 1                |
| Bu malvagio                          | 26000 | 800                | Colpo dell'Aura e Interf.      | Pioggia d'assalto          | Raggio al Cioccolato      | Guoah!                   | -                        | 1                |
| Super Bu 1 (Dopo assorb. Gohan)      | 25000 | 890                | Colpo dell'Aura e Interf.      | Super Attacco di Bu        | Raggio al Cioccolato      | Cannone supremo          | -                        | 0                |
| Kid Bu                               | 25000 | 880                | Mischia e Interferenza         | Mossa del braccio mistico  | Trasmissione Istantanea   | Super Kamehameha         | Scoppio Planetare        | 0                |
| Bardak                               | 13500 | 215                | Colpo dell'Aura                | Colpo a girare             | Spirito Saiyan            | Cannone dell'Anima Fin.  | -                        | 2                |
| Super Saiyan Bardak (DLC)            | 16000 | 435                | Mischia                        | Spaccavortice              | Furia Saiyan              | Scatto di ribellione     | -                        | 1                |
| Cooler                               | 15000 | 410                | Colpo dell'Aura                | Laser mortale              | Bomba particellare        | Lampo della Morte        | -                        | 1                |
| Cooler Corpo perfetto                | 25000 | 800                | Mischia                        | Cocchio Nova               | Cacciatore Letale         | Supernova                | -                        | 0                |
| Meta-Cooler                          | 20000 | 630                | Colpo dell'Aura                | Contrattacco lampo         | Clone laser mortale       | Supernova                | -                        | 1                |
| Super Saiyan Broly                   | 20000 | 630                | Colpo dell'Aura                | Colpo eliminatore          | Cannone Eliminatore       | Scoppio eliminatore      | -                        | 1                |
| S. S. Leggendario Broly              | 30000 | 870                | Mischia                        | Tempesta gigante           | Tomahawk gigante          | Eliminatore gigante      | Esplosione di Omega      | 0                |
| Whis                                 | 26000 | 880                | Mischia e Supporto             | Lascia che ti aiuti        | Non te lo permetterò!     | Preludio di distruzione  | -                        | 0                |
| Dio della distruzione Beerus         | 26000 | 880                | Mischia                        | Riuscirai a resistere?     | Contrattacco di Beerus    | Giudizio di Beerus       | -                        | 0                |
| Super Saiyan Dio Goku                | 24000 | 880                | Mischia                        | Schiacciata del Drago      | Riesci a seguirmi?        | Kamehameha spezzalimiti  | -                        | 0                |
| Goku (Naruto modalità eremita) (DLC) | 16000 | 435                | Mischia                        | Ora sono furioso!          | Attacco di Meteoriti      | Super Kamehameha         | -                        | 1                |

## Campi di battaglia
Di seguito sono elencati tutti i campi di battaglia presenti nel gioco.
- Pianure
- Pianure (sera)
- Pianure (notte)
- Monti
- Monti (sera)
- Monti (notte)
- Deserto
- Deserto (sera)
- Deserto (notte)
- Namecc - pianure
- Namecc - deserto
- Namecc - rovine
- Ar. Gioco di Cell
- Mondo Kaiohshin
- Stanza del Tempo
- Città distrutta
- Torneo Mondiale
- Big-Getestar
- Isola

## Doppiaggio
| Personaggio                  | Doppiatore giapponese       | Doppiatore americano            |
| ---------------------------- | --------------------------- | ------------------------------- |
| Goku                         | Masako Nozawa               | Sean Schemmel                   |
| Gohan bambino/Gohan ragazzo  | Masako Nozawa               | Colleen Clinkenbeard            |
| Gohan                        | Masako Nozawa               | Kyle Hebert                     |
| Goten                        | Masako Nozawa               | Kara Edwards                    |
| Bardak                       | Masako Nozawa               | Sonny Strait                    |
| Piccolo                      | Toshio Furukawa             | Christopher Sabat               |
| Crilin                       | Mayumi Tanaka               | Sonny Strait                    |
| Vegeta                       | Ryo Horikawa                | Christopher Sabat               |
| Trunks                       | Takeshi Kusao               | Eric Vale                       |
| Trunks bambino               | Takeshi Kusao               | Laura Bailey                    |
| Yamcha                       | Toru Furuya                 | Christopher Sabat               |
| Tenshinhan                   | Hikaru Midorikawa           | John Burgmeier                  |
| Androide Nº 16               | Hikaru Midorikawa           | Jeremy Inman                    |
| Radish                       | Shigeru Chiba               | Justin Cook                     |
| Saibaiman                    | Yusuke Numata               | John Burgemeier                 |
| Nappa                        | Tetsu Inada                 | Phil Parsons                    |
| Soldato di Freezer           | Keiji Hirai                 | John Burgemeier                 |
| Guldo                        | Yasuhiro Takato             | Greg Ayres                      |
| Rekoom                       | Seiji Sasaki                | Christopher Sabat               |
| Burter                       | Masaya Onosaka              | Vic Mignogna                    |
| Jeeth                        | Daisuke Kishio              | Jason Leibrecht                 |
| Ginew                        | Katuyuki Konishi            | R Bruce Elliot                  |
| Freezer                      | Ryusei Nakao                | Chris Ayres                     |
| Cooler                       | Ryusei Nakao                | Andrew Chandler                 |
| Androide Nº 17               | Shigeru Nakahara            | Chuck Huber                     |
| Androide Nº 18               | Miki Itou                   | Colleen Clinkenbeard            |
| Androide Nº 19               | Yukitoshi Hori              | Todd Haberkorn                  |
| Dr. Gelo                     | Kōji Yada                   | Kent Williams                   |
| Cell                         | Norio Wakamoto              | Travis Willingham               |
| Cell Jr.                     | Takahiro Fujimoto           | Justin Cook                     |
| Darbula Signore degli Inferi | Ryūzaburō Ōtomo             | Rick Robertson                  |
| Majin Bu                     | Kouzou Shioya               | Josh Martin                     |
| Super Bu                     | Kouzou Shioya               | Justin Cook                     |
| Kid Bu                       | Kouzou Shioya               | Josh Martin                     |
| Broly                        | Bin Shimada                 | Vic Mignogna                    |
| Hildegarn                    | Shin Aomori                 | Christopher Sabat               |
| Beerus                       | Kōichi Yamadera             | Jason Douglas                   |
| Whis                         | Masakazu Morita             | Ian Sinclair                    |
| Gotenks                      | Masako Nozawa Takeshi Kusao | Laura Bailey Kara Edwards       |
| Vegeth                       | Ryo Horikawa Masako Nozawa  | Christopher Sabat Sean Schemmel |

## Goku Edition
La Namco Bandai ha annunciato la Special Edition che prenderà il nome di Goku Edition. Contiene al suo interno:
- Copia del videogioco Dragon Ball Z: Battle of Z.
- Costume esclusivo di Goku (Naruto modalità eremita).
- Una statua di Super Saiyan Goku alta 25 cm.
- Un artbook contenente alcuni schizzi ed artwork realizzati appositamente per il gioco.
- Contenuto Speciale incentrato su Super Saiyan Dio Goku.

## Contenuti aggiuntivi
| Nome                | Data di uscita | Descrizione                                              |
| ------------------- | -------------- | -------------------------------------------------------- |
| Super Saiyan Bardak | 25 marzo 2014  | Contiene Super Saiyan Bardak come personaggio giocabile. |
| Super Vegeth        | 25 marzo 2014  | Contiene Super Vegeth come personaggio giocabile.        |

## Accoglienza
Dragon Ball Z: Battle of Z ha ricevuto diverse critiche positive in tutto il mondo. La rivista giapponese Famitsū ha dato un punteggio di 32/40 a tutte le versioni del gioco (ovvero alle versioni di Playstation 3, PlayStation Vita e Xbox 360) con tutti e quattro gli utenti, per un totale di 8/10. PSU invece ha votato il gioco dandogli un punteggio di 8/10, criticando però, la mancanza di linea rispetto alla modalità co-op offline. IGN ha dato un punteggio complessivo di 6.6/10, criticando la modalità di battaglia molto limitata e il fatto che alcune squadre possano risultare davvero sbilanciate rispetto ad altre. Infine sempre IGN ha lodato la grafica del gioco e la modalità co-op. Il punteggio medio su GameSpot è attualmente di 7.9/10.
La rivista Play Generation diede alla versione per PlayStation 3 un punteggio di 65/100, apprezzando gli scenari e i personaggi fedeli alla serie ed il fatto che in compagnia riusciva a divertire, ma come contro i problemi di visuale e al lock on, il sistema di gioco scarno e le battaglie spesso confusionarie, finendo per trovarlo un titolo dove si era puntato tutto su un singolo aspetto (quello grafico) mancando però il bersaglio, il che ha portato alla rovina del gioco, definendolo il peggior capitolo di DBZ degli ultimi anni.